# Metaphaenodiscus karoo
Metaphaenodiscus karoo är en stekelart som beskrevs av Annecke 1974. Metaphaenodiscus karoo ingår i släktet Metaphaenodiscus och familjen sköldlussteklar. Inga underarter finns listade i Catalogue of Life.